# Bulăiești
Bulăiești è un comune della Moldavia situato nel distretto di Orhei di 1.719 abitanti al censimento del 2004